# Clãs medievais islandeses
Na Islândia medieval, durante o período do Estado Livre (Fristaten), o poder estava concentrado nas mãos de 8 grandes senhores, ligados a 5 grandes famílias.

Foi um tempo agitado - designado pelos historiadores de Era de Sturlung (Sturlungaöld), com grandes conflitos entre estes grupos, agudizados pela ingerência do rei norueguês Haakon IV, que pretendia dominar a Islândia.
Entre os clãs mais mencionados, podemos destacar os seguintes:
- Oddaverjar
- Haukdælir
- Sturlungar
- Ásbirningar
- Svínfellingar
- Vatnsfirðingar
- Sturlungar

Estes clãs, assim como os seus líderes, estão retratados na Saga de Sturlung (do séc. XIII).